# Иоффе, Адольф Абрамович
Адо́льф Абра́мович Ио́ффе (при рождении Йофе; псевдонимы: В. Крымский, Виктор; 10 [22] октября 1883, Симферополь — 17 ноября 1927, Москва, РСФСР, СССР) — участник революционного движения в России, советский дипломат и партийный деятель.

## Биография
Родился 10 октября (по старому стилю) 1883 года в семье симферопольского (прежде перекопского, позднее московского) купца первой гильдии Абрама (Авраама) Яковлевича Йофe, который «был владельцем всех почтовых и транспортных средств в Крыму, имел собственный дом в Москве, звание потомственного почётного гражданина и считался „любимым евреем“ министра Витте». Мать — Софья Борисовна Френкель. У него были старшие братья Борис (1880—1883) и Александр (1882—?) и младший брат Яков (1902—?). Рано женился.
Окончив Симферопольскую мужскую казённую гимназию, с 1903 по 1904 год учился на медицинском факультете Берлинского университета. Учёбу чередовал с революционной деятельностью в России и Германии. С 1903 года — меньшевик, вёл революционную работу в Баку и Москве, участвовал в революционных событиях 1905 года, на IV (Стокгольмском) съезде РСДРП был назначен членом Заграничного бюро ЦК РСДРП (1906—1907).
Дочь Иоффе вспоминала, что однажды спросила его, как, будучи выходцем из такой семьи, он стал революционером, на что, засмеявшись, он ответил: «Наверное потому, что мальчиком я был очень толстым. Стесняясь своей полноты, я не бегал, не играл в подвижные игры, не ходил на танцы. Сидел и читал книги. Вот и дочитался».
В 1906 году был выслан в Сибирь, но бежал из ссылки. Эмигрировал в Швейцарию.
В 1906—1907 годах учился на юридическом факультете Цюрихского университета. В 1906 году находился в Берлине, где родилась его дочь. Нелегально приезжал в Россию организовывать революционную работу среди рабочих и новый съезд РСДРП. Позже обосновался в Вене, где с 1908 года вместе с Львом Троцким издавал газету «Правда» и вёл в ней международное обозрение (в 1912 году большевики организовали собственную газету «Правда», по поводу чего были многочисленные споры). Именно с совместной работы в Вене над газетой сложился союз Иоффе с Троцким. Был в числе организаторов августовского блока, включавшего различные социал-демократические группировки (кроме большевиков), и устроитель его конференции в Вене (1912).
В Вене же окончил медицинский факультет и получил диплом врача. Интересовался психиатрией, был одним из учеников и последователей Альфреда Адлера. Троцкий писал о нём: «Несмотря на чрезвычайно внушительную внешность, слишком внушительную для молодого возраста, чрезвычайное спокойствие тона, терпеливую мягкость в разговоре и исключительную вежливость, черты внутренней уравновешенности, — Иoффе был на самом деле невротиком с молодых лет». В Вене Иоффе лечил Альфред Адлер.
В 1912 году был арестован в Одессе и сослан в Тобольскую губернию. До Февральской революции находился на сибирской каторге: в 1913 году вновь арестован и осуждён с лишением всех прав состояния на вечную ссылку в Сибирь.

### 1917 год в Петрограде

Подписание Рижского мирного договора в 1921 году. А. А. Иоффe — второй слева

В 1917 году освобождён Февральской революцией, приехал в апреле в Петроград как меньшевик-интернационалист, вошёл в организацию «межрайонцев», возглавляемую Троцким и вместе с ним издавал журнал «Вперёд!».
С тех пор, как 10 мая 1917 года, на конференции «межрайонцев», Ленин предложил объединиться (к чему многие члены организации, в том числе А. В. Луначарский, отнеслись скептически), вместе с Троцким боролся за объединение с большевиками. На VI съезде РСДРП(б) (26 июля — 3 августа 1917), оформившем это объединение, был избран кандидатом в члены ЦК. В августе 1917 года избран секретарём ЦК РСДРП(б).
В августе 1917 года был избран в Петроградскую городскую думу, где возглавил фракцию большевиков. Был также членом Демократического совещания и Предпарламента. Член Петроградского Военно-революционного комитета, по свидетельству Л. Троцкого, во время Октябрьской революции 24-25 октября был председателем Петроградского Военно-Революционного комитета, то есть реальным руководителем двухпартийного переворота (большевиков и левых эсеров).
Был делегатом 2-го Всероссийского съезда советов и избран членом ВЦИК.

### Советский дипломат

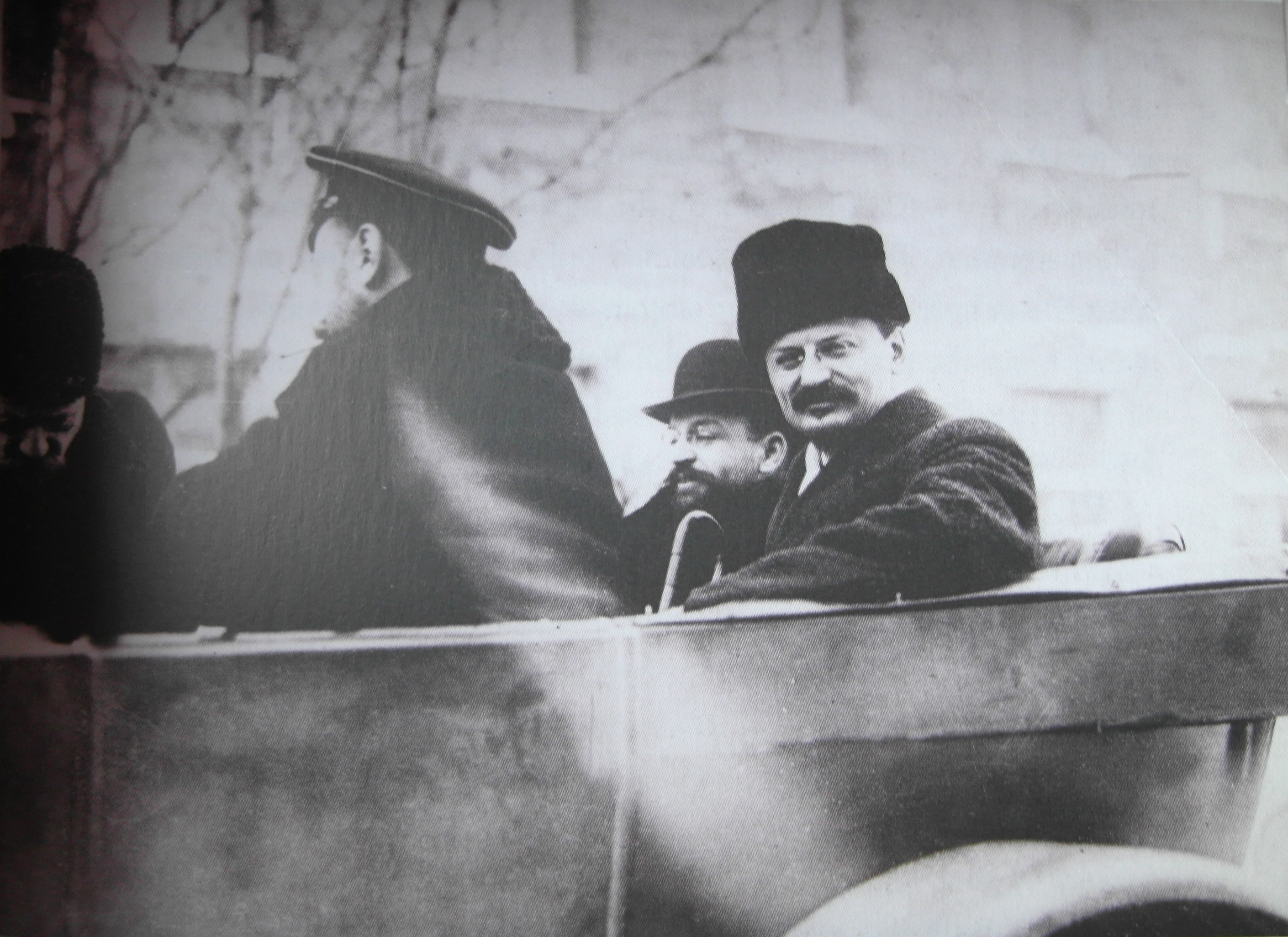
Иоффе и Троцкий на переговорах в Брест-Литовске

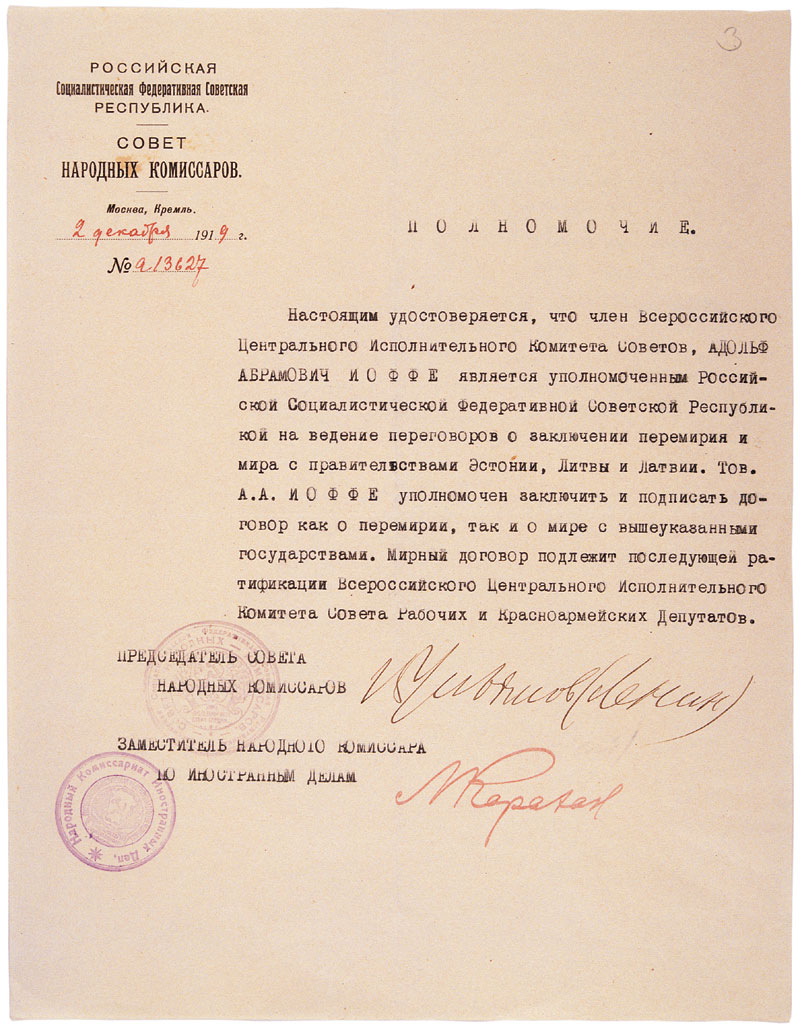
Доверенность, выданная В. И. Лениным А. Иоффe на заключение мирных соглашений с Эстонией, Латвией и Литвой.

После Октябрьской революции был направлен на работу в Наркомат иностранных дел. С 20 ноября 1917 года до января 1918 года — председатель (затем член и консультант) советской делегации на переговорах о мире с Германской империей в Брест-Литовске. 2 декабря 1917 года в числе других подписал перемирие с Германией и её союзниками. По вопросу о заключении мира с Германией занимал позицию Л. Д. Троцкого «ни мира, ни войны».
На VII съезде РКП(б) в марте 1918 года вновь избран кандидатом в члены ЦК РКП(б).
11 марта 1918 года в телеграмме за подписью Иoффе на имя Лeнина от имени петроградского Бюро ЦК было предложено назначить наркомвоенмором Троцкого, ранее ушедшего в отставку с поста наркоминдела после утверждения Брестского мира.
В апреле–декабре 1918 года полномочный представитель РСФСР в Германии. Заключил Добавочный договор к Брестскому миру и ряд иных советско-германских соглашений, в том числе о выплате Россией немцам 6 млрд марок компенсаций за национализированное имущество. Активно участвовал в подготовке революции в Германии и 6 ноября 1918 года вместе со всем полпредством выслан из страны.
Находясь на дипломатической работе, по свидетельству дочери, не ладил с наркоминделом Г. В. Чичериным: «Очень осложняло его работу (не только в этот период (в Германии), а вообще) отсутствие делового контакта с Чичериным, бывшим в то время наркомом иностранных дел».
Ни тени ни недовольства Вами, ни недоверия к Вам у меня нет. Нет и у цекистов, насколько я их знаю, говорил с ними, видел их отношение к Вам.
В 1919—1920 годах — член Совета обороны и нарком госконтроля УССР. Затем — организатор Рабоче-крестьянской инспекции. Как дипломат подписал мирные договоры с Эстонией, Латвией и Литвой. С 1921 года председатель делегации на мирных переговорах с Польшей (см. Торговое представительство РСФСР в Польше), после этого назначен председателем Турккомиссии ВЦИК и СНК СССР и членом Туркбюро ЦК ВКП(б). Глава делегации на Чанчуньской конференции. Член советской делегации на Генуэзской конференции.
В августе 1921 года участвовал вместе с Н. Т. Тюрякуловым в мирных переговорах с одним из лидеров басмачей Шермухамадбеком (Куршерматом). Встреча с лидером басмачей состоялась в ставке Шермухаммадбека, рядом с Маргиланом в кишлаке Арабмазор Ферганской области.
(а) Просить т. Чичерина вторично предложить немецкому правительству в наиболее любезной и ласковой форме кандидатуру т. Иоффе на должность полпреда. (б) Назначить т. Крестинского полпредом в Берлине, в случае отказа принять ИоффеЛенин В. И. Приписка к тексту постановления политбюро ЦК РКП(б), 16 июля 1921.
С 1922 года — чрезвычайный посол в Китае и Японии. С 26 июля 1922 года — представитель Советского правительства в Пекине. 23 сентября 1922 года Иоффе на Чанчуньской конференции потребовал вывода японских войск с Северного Сахалина. 26 сентября 1922 года японская делегация отказалась выводить войска с Северного Сахалина и прервала конференцию.
26 января 1923 года вместе с Сунь Ятсеном опубликовал известную «Декларацию Сунь Ятсена и Иоффе», которая стала важным документом с определением политики к Советской России, сыграла важную роль в содействии началу сотрудничества партии Гоминьдана и КПК.
В Японии в 1923 году Иоффе заболел тяжелой инфекционной болезнью, известной как множественный полиневрит. В связи с болезнью был направлен в Австрию, где прошёл курс лечения. С 1924 года — полпред в Вене.
Будучи ещё с 1912 года верным сторонником Троцкого, Иоффе с 1923 года принадлежал к левой оппозиции. После смерти Ленина обратился к Г. Е. Зиновьеву с предложением либо сделать должность председателя СНК коллективной, либо назначить на неё Троцкого.
Преподавал в МГУ, профессор факультета советского права (1927).
После назначения Троцкого председателем Главного концессионного комитета СССР, с июня 1925 года стал заместителем председателя комитета (1925—1927).

### Болезнь и смерть

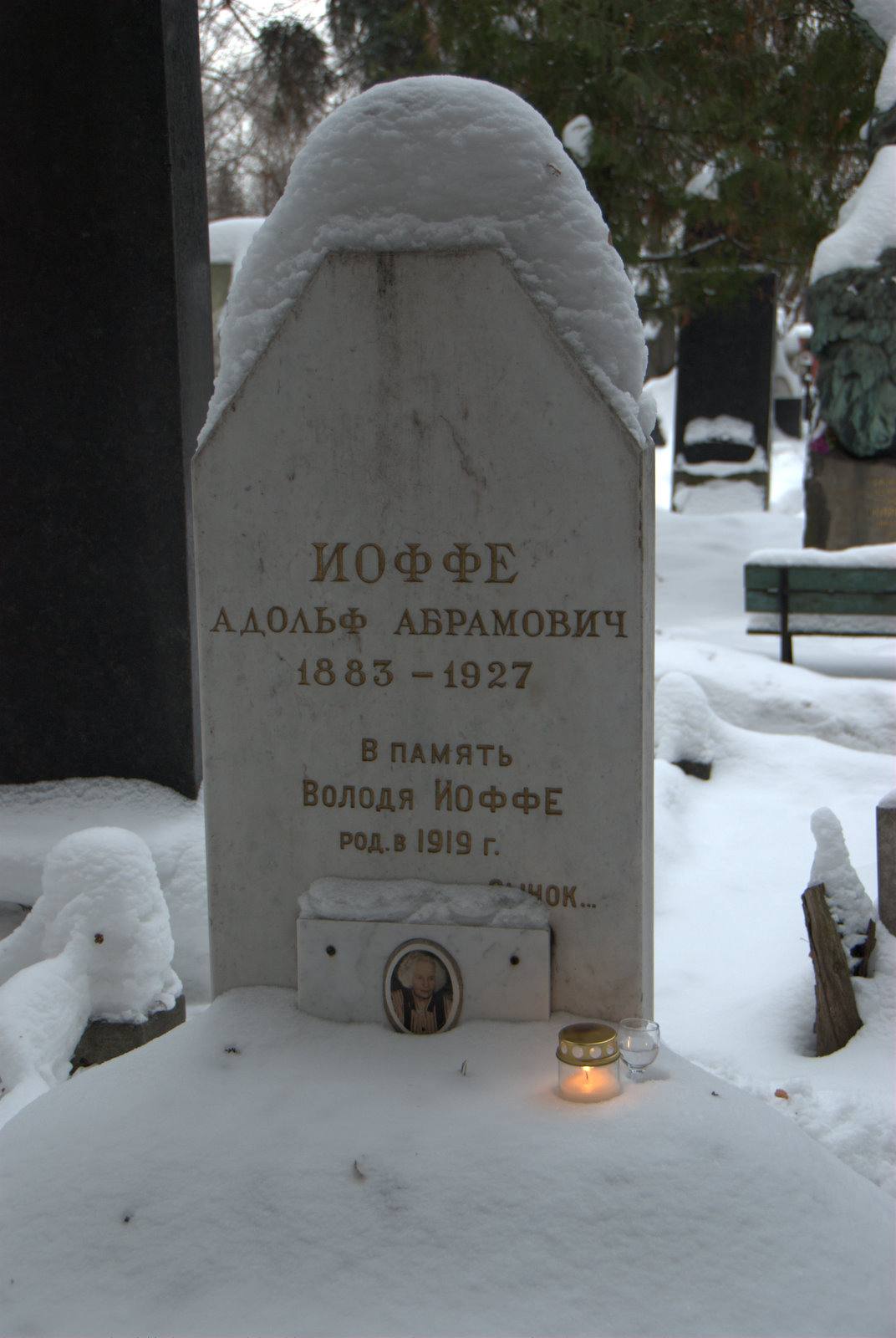
Могила А. А. Иоффе на Новодевичьем кладбище

Тяжёлая болезнь (полиневрит) приковала Иоффe к постели и лишила возможности активно участвовать в политической и общественной деятельности, при этом ЦК отказал ему в деньгах, достаточных для лечения за границей, что и стало, по его собственному признанию, причиной самоубийства (застрелился).
В своём 10-страничном предсмертном письме, адресованном Троцкому, Иоффe призывал лидера оппозиции к бескомпромиссности. «Вы всегда были правы и вы всегда уступали», — писал Иoффе. Начиналось письмо словами: «Я всегда стоял на той точке зрения, что политический общественный деятель должен так же уметь вовремя уйти из жизни, как, например, актёр — со сцены, и что тут даже лучше сделать это слишком рано, нежели слишком поздно»
Похоронен на Новодевичьем кладбище в Москве. Гроб с телом покойного на кладбище несли советские дипломаты — Чичерин, Литвинов, Карахан.
Троцкий в своей речи на могиле Иoффе, ставшей его последним в СССР публичным выступлением, произнёс: «…Такие акты, как самовольный уход из жизни, имеют в себе заразительную силу. Но пусть никто не смеет подражать этому старому борцу в его смерти — подражайте ему в его жизни!»

### Личность
Его дочь вспоминала: «Отец был человеком очень организованным, может быть, даже педантичным. Он никогда не опаздывал, любил повторять, что когда он приходит на заседание, назначенное в 6 часов — часы бьют шесть». «Вкусы отца были строго классическими: в прозе — Толстой, в поэзии — Пушкин».

### Семья
- Первая жена — Берта Ильинична (урождённая Цыпкина)[25]. Дочь от первого брака — Надежда (1906—1999) в ссылках и лагерях провела в общей сложности около 20 лет (с 1929 года)[26].
- Вторая жена — Мария Михайловна (урождённая Гиршберг[25] или Гиршфельд[27]; 1896—1989) 20 лет провела в сталинских лагерях, сын Владимир (1919—1937) расстрелян в Томске[28].

## Память
Посольство Эстонии в России, начиная с 2001 года, отмечает годовщину подписания Тартуского мирного договора памятным мероприятием на могиле Адольфа Иоффe на Новодевичьем кладбище в Москве. В этом мероприятии, ставшем традицией, принимают участие не только посол Эстонии, дипломаты и работники посольства с членами своих семей, но и другие находящиеся в Москве эстонцы.

## Сочинения
- Генуэзская конференция. — М.: Красная новь, 1922. — 62 с.